# Cmentarz Wojenny w Tobruku

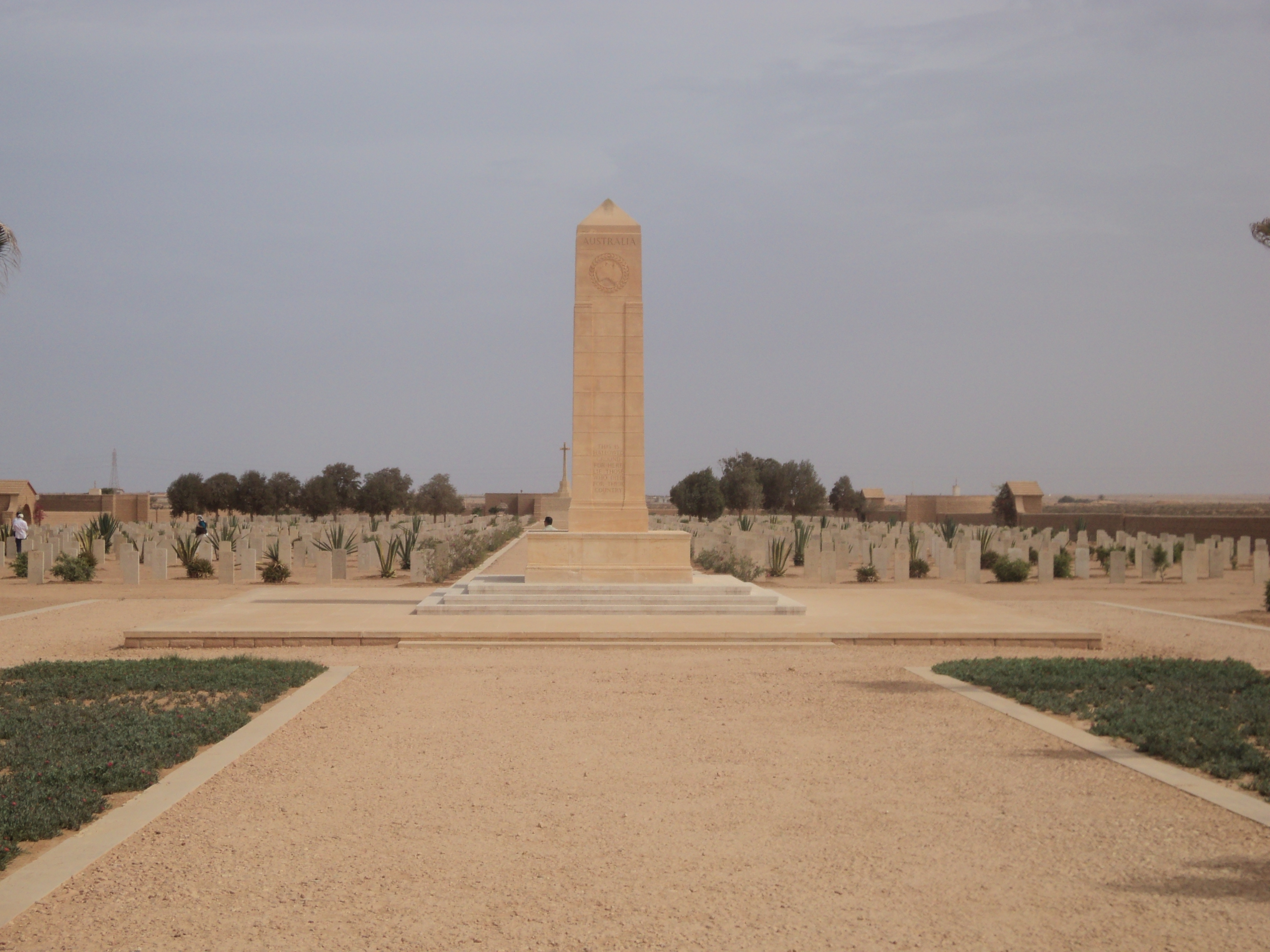
Panorama cmentarza z widocznym pośrodku pomnikiem upamiętniającym poległych Australijczyków walczących w ramach Wspólnoty Brytyjskiej. W oddali widać górujący nad nekropolią tzw. Krzyż Ofiarności. Fotografia z 2010 r.

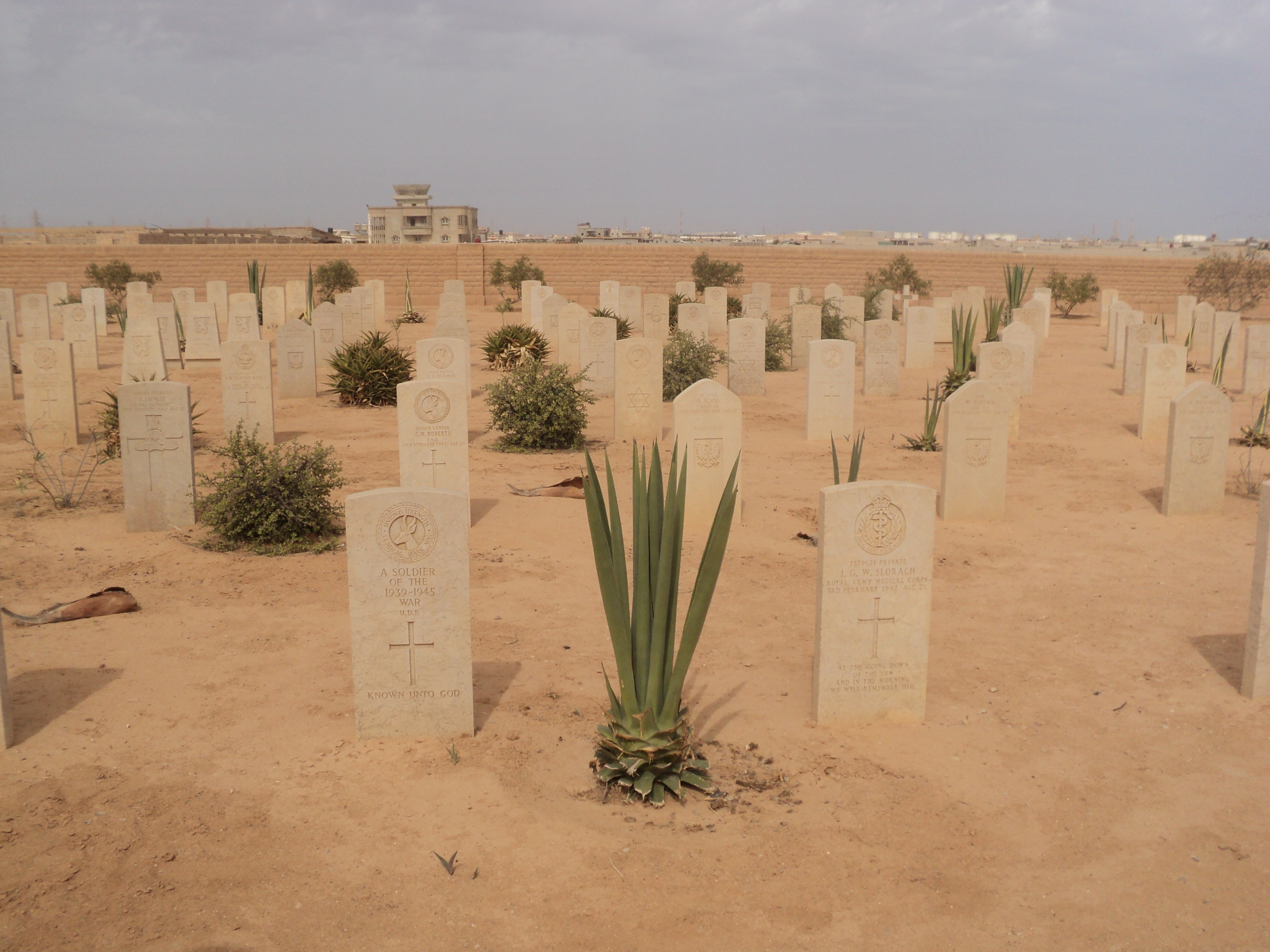
Zmarli zostali pochowani bez rozróżnienia na pochodzenie narodowe. W drugim rzędzie można dostrzec nagrobki z polską symboliką tuż obok grobów południowoafrykańskich. Fotografia z 2010 r.

Cmentarz Wojenny w Tobruku – cmentarz wojenny Komisji Grobów Wojennych Wspólnoty Narodów z okresu II wojny światowej położony w pobliżu miasta Tobruk w północno-wschodniej Libii.
Całkowita liczba pochowanych na cmentarzu to 2624. Większość spośród nich to żołnierze Wspólnoty Brytyjskiej (2282 zmarłych, w tym głównie Brytyjczycy (1214) oraz Australijczycy (559)). 171 osób pozostaje niezidentyfikowanych. Następne 171 mogił należy do żołnierzy państw alianckich niebędących we Wspólnocie Brytyjskiej. Są to głównie Polacy walczący w Samodzielnej Brygadzie Strzelców Karpackich (133 zmarłych), a w dalszej kolejności między innymi Czechosłowacy z 11 Czechosłowackiego Batalionu Piechoty – Wschód (15 zmarłych). Część osób których ciała złożono na niniejszej nekropoli, pierwotnie pogrzebano na okolicznych polach walki.
Nekropolia jest zlokalizowana ok. 7 km na południe od centrum Tobruku; blisko zabudowań, kilkaset metrów na wschód od głównej drogi łączącej Tobruk z Aleksandrią w Egipcie. 2 km na południe znajduje się, pochodzący również z okresu II wojny światowej, cmentarz żołnierzy francuskich.
Na cmentarzu znajduje się kilka monumentów upamiętniających poległych. Najwcześniej wzniesiony poświęcono żołnierzom z Australii. Umieszczono na nim kontury tego kraju, otoczonego gałązkami oliwnymi symbolizującymi pokój wraz z napisem: "THIS IS HALLOWED GROUND FOR HERE LIE THOSE WHO DIED FOR THEIR COUNTRY". Pomnik ten został w 1948 znacząco przebudowany. Ponadto w murze cmentarnym umieszczono dzwon z okrętu HMS Liverpool należącego do Royal Navy. W 1947 wzniesiono pomnik dla wojskowych z Czechosłowacji z napisem w języku czeskim: "Padli a zemřeli, jak zákony vlasti kázaly jim". W późniejszym czasie powstał monument ku czci zmarłych Polaków z polskojęzyczną inskrypcją: "POLSKIM ŻOŁNIERZOM POLEGŁYM W TOBRUKU NA PUSTYNI SBSK".
W 2001 r. na cmentarzu odbyły się uroczyste obchody 60. rocznicy bitwy o Tobruk. Uczestniczył w nich ówczesny Prezes Rady Ministrów Jerzy Buzek oraz biskup polowy Wojska Polskiego Sławoj Leszek Głódź, który na miejscu odprawił mszę świętą. W 2005 r. nekropolie w Tobruku ponownie odwiedził urzędujący Prezes Rady Ministrów, był nim Marek Belka. W trakcie ceremonii oddał on hołd poległym składając wieniec pod polskim pomnikiem.